# هم‌شنوی (فیلم)
هم‌شنوی (انگلیسی: Crosstalk) فیلمی در ژانر علمی–تخیلی است که در سال ۱۹۸۲ منتشر شد.